# Wiehl
Wiehl település Németországban, azon belül Észak-Rajna-Vesztfália tartományban. Lakosainak száma 25 356 fő (2023. december 31.). Wiehl Nümbrecht és Reichshof községekkel határos.

## Népesség
A település népességének változása:
| Lakosok száma | 19 004 | 25 152 | 25 135 | 25 088 | 25 314 | 25 356 |
|               | 1975   | 2017   | 2019   | 2021   | 2022   | 2023   |